# Тамара (Ровеньківський район)
Тамара — селище в Україні, в Хрустальненській міській громаді Ровеньківського району Луганської області. Населення становить 51 особу. Орган місцевого самоврядування — Краснокутська селищна рада.

## Географія
Географічні координати: 48°14' пн. ш. 38°51' сх. д. Часовий пояс — UTC+2. Загальна площа селища — 0,12 км².
Селище розташоване за 35 км від Антрацита. Найближча залізнична станція — Штерівка, за 15 км.

## Історія
Засноване селище 1936 року.

## Населення
За даними перепису 2001 року населення селища становило 51 особу, з них 5,88% зазначили рідною українську мову, а 94,12% — російську.